# چشم‌بشکه‌ای
چشم‌بشکه‌ای (نام علمی: Opisthoproctidae) نام یک تیره از راسته سیمین‌ماهی‌سانان دریایی است.